# West Bay (Comté de Cumberland)
Pour les articles homonymes, voir West Bay.
West Bay est une communauté rurale du comté de Cumberland en Nouvelle-Écosse au Canada. 

## Géographie
La communauté est située sur la baie du bassin des Mines à l'ouest de l'île Partridge (en) et voisine de la ville de Parrsboro.

## Annexe